# Залесе (гміна Пшедеч)
Залесе (пол. Zalesie) — село в Польщі, у гміні Пшедеч Кольського повіту Великопольського воєводства.
Населення — 145 осіб (2011).
У 1975-1998 роках село належало до Конінського воєводства.

## Демографія
Демографічна структура станом на 31 березня 2011 року:
|          | Загалом | Допрацездатний вік | Працездатний вік | Постпрацездатний вік |
| -------- | ------- | ------------------ | ---------------- | -------------------- |
| Чоловіки | 69      | 11                 | 50               | 8                    |
| Жінки    | 76      | 16                 | 42               | 18                   |
| Разом    | 145     | 27                 | 92               | 26                   |